# Pundra
Pundra (también conocido como Paundra o Paundraia) fue un reino situado en el este de la India, en el estado de Bengala Occidental, la República de Bangladés y Purnia (actualmente el sur del estado indio de Bijar).

## Nombre sánscrito
- puṇḍra, en el sistema AITS (alfabeto internacional para la transliteración del sánscrito).[1]
- पुण्ड्र, en escritura devanagari del sánscrito.[1]
- Pronunciación: /púndra/[1]
- Etimología: está relacionado con la palabra puṇḍárīka (‘flor de loto’), y esta posiblemente con la palabra puṇ (‘puro’)[1]

Significado
- Puṇḍra: nombre de un hijo del daitia Bali (ancestro de los puṇḍras); según el Majabhárata.
- puṇḍra (singular) nombre de un país (del que se dice que incluía parte del sur de Bijar y Bengala); según el Majabhárata, el Jari-vamsha y varios Puranás.
- pauṇḍra: (plural) nombre de los habitantes del país de Pundra; según el Majabhárata, el Jari-vamsha y varios Puranás.
- Puṇḍra: nombre de un hijo de Vasudeva (el padre del dios Krisná); según el Visnú-purana.
- puṇḍra: caña de azúcar (o una variedad roja); según lexicógrafos (tales como Amara Simja, Jalaiuda, Jema Chandra, etc.).
- puṇḍra: Gaertnera Racemosa
- puṇḍra: Ficus Infectoria
- puṇḍra: Clerodendrum Phlomoides
- puṇḍra: una flor de loto de color blanco
- puṇḍra: un gusano
- puṇḍra: (masculino o neutro) una marca o línea dibujada en la frente con cenizas o sustancias colorantes para distinguir los visnuistas de los shivaístas, por ejemplo, el ūrdhva-puṇḍra (‘marca hacia arriba’) de los visnuistas, el tri-puṇḍra, las tres líneas (horizontales) de los shivaístas; según el Katiaiana-srauta-sutra.
- Puṇḍra (neutro): nombre de una ciudad mítica entre las montañas Jimavat y Jemakuta; según el Vaiú-purana.

### Otra versión de la palabra
- pauṇḍra, en el sistema AITS (alfabeto internacional para la transliteración del sánscrito).[2]
- पौण्ड्र, en escritura devanagari del sánscrito.[2]
- Pronunciación: /páundra/[2]
- Etimología:[2]

Significado
- pauṇḍra (masculino): una especie de caña de azúcar de color pajizo pálido; según Súsruta.
- Pauṇḍra (singular) nombre de un país (said to include part of South Behar and Bengal); según el Majabhárata, el Jari-vamsha y varios Puranás.
- pauṇḍra: (plural) nombre de los habitantes del país de Pundra; según el Majabhárata, el Jari-vamsha y varios Puranás.
- Pauṇḍra (singular): nombre de un rey de este país (considerado hijo de un rey Vasudeva); según el Majabhárata, el Jari-vamsha y varios Puranás.
- Pauṇḍra Nombre de la caracola de Bhimá; según el Majabhárata.
- pauṇḍra (neutro): nombre de una marca sectaria; según el Katiaiana-srauta-sutra.